# Cuyahoga Falls
Cuyahoga Falls är en stad (city) i Summit County i Ohio. Vid 2020 års folkräkning hade Cuyahoga Falls 51 114 invånare.

## Kända personer från Cuyahoga Falls
- Jim Jarmusch, filmregissör
- Gates McFadden, skådespelare